# La Cravate (roman)
Pour les articles homonymes, voir La Cravate.
La Cravate (Ich nannte ihn Krawatte), publié en 2012, est un roman de l'écrivaine autrichienne Milena Michiko Flašar. 

## Résumé
Dans le Japon contemporain, le mot Hikikomori désigne les jeunes gens japonais (230 000 en 2010, 540 000 en 2015 pour les 15-39 ans et au moins autant pour les 40-64 ans) qui s'isolent du monde. Cette histoire se présente comme le témoignage-confession de Taguchi Hiro, 20 ans, une tranche de vie dont l'aboutissement est la rencontre avec Ohara Tetsu.
J'ai passé un long temps de réclusion, volontaire, dans ma famille, comme un fantôme : même mes parents n'avaient presque plus conscience de ma présence (p. 16). Deux ans à s’exercer à désapprendre la parole (p. 29), à n'entrouvrir la porte de la chambre (boîte, tanière) que trois fois par jour pour prendre le plateau repas, ou pour toilettes et salle de bain.
Comme un prisonnier issu de sa cellule, à fixer cette craquelure dans ce mur, la faire mienne, avec ce désir empreint de nostalgie, ma première sortie en liberté a été de courir vers le parc, pour être seul avec moi-même, ne rencontrer personne, n'approcher personne, n'accrocher le regard de personne. J'ai retrouvé le banc de mon enfance, près du chêne, avec le souhait de redevenir enfant, quand ma mère m'apprenait les mots. Hiver comme été, je suis venu, pendant près de deux ans, chaque jour, sur ce banc.
Un jour, apparaît un salaryman, la cinquantaine, avec démarche, costume, cravate et serviette de cuir, qui s'est assis sur le banc en face. 
Absent à lui-même, je n'avais pas peur de le regarder, comme un objet, et même de le regarder manger et boire, lire son journal, s'assoupir, dormir. À son réveil, la nausée chasse mon idée de compassion.
Le lendemain matin, répétition.
Il donne des miettes aux oiseaux, pigeons sans mémoire, reste à l'écart des salarymen en pause de midi, et pleure : fuir, regagner ma chambre.
Le jour suivant, avec un petit décalage, il est là, assoupi.
Je l'appelai simplement Cravate. Le nom lui allait bien. Gris et rouge (p. 26).
Entre cet unique hikikomori et cet unique salaryman s'amorce une relation minimale, du lundi au vendredi, de 9 h à 18 h : croisement de regard, salut muet (d'arrivée et de départ). Puis, venu sur le même banc, l'homme à la cravate se présente, se raconte, évoque sa femme, à qui il n'ose rien dire, et qu'il n'a trompé qu'en fantasme avec Illusion, son emploi perdu depuis presque deux mois après 35 ans de travail, pour avoir trébuché une fois, s'être endormi une fois, trop vieux : j'ai honte de ma honte, perte du respect de soi (p. 40). Il se confie plus profondément : mariage arrangé avec marieuse, mariée contrariante, attente d'un fils fort, naissance d'un fils handicapé (anomalie cardiaque) vite emporté, surmenage, sentiment d'être un rien (p. 135). En flânerie, puis au café, il ne souhaite plus que revoir deux personnes, son maître de piano qui a pu seulement lui apprendre de ne pas avoir honte d'être un homme doté de sentiment (p. 111), et son amie d'enfance, Yukiko, fille de voisins très pauvres, retrouvée à 16 ans au lycée, harcelée (Tu pues) jusqu'à ce qu'elle se jette du cinquième étage. Le lâche Tetsu, à la vue de son corps disloqué, est dévasté : absence, exclusion, indifférence au monde, hors du réseau étroit des contacts et des relations (p. 55), jusqu'à son mariage avec Kyoko : j'ai eu de la chance.

## Développement
Cet homme, qui pourrait être son père, pousse le jeune Hiro, s'il n'est pas muet, à réagir, à se raconter, à partager sa détresse. D'abord, il se présente à cet allié ou complice, puis commence progressivement à dire sa vie, son unique activité : rien ne doit me distraire de la tentative de me préserver de moi-même (p. 53), sans autre addiction (manga, télévision, ordinateur, modélisme...). Et on m'a laissé la paix jusqu'ici. Il n'a donc rien à raconter, tout comme il n'a rien dit à ses parents, depuis qu'il s'est muré.
La formule poétique qu'il utilise alors, Nous dérivons sur de la glace en dégel (p. 41), n'est pas de lui, mais de son ami de terminale, Kumamoto Akira, son jumeau par l'âme. Parler me submergeait. J'étais le lit d'une rivière tarie sur lequel s'abat une forte pluie après des années de sécheresse (p. 42). Il a écrit son dernier poème lors d'une invitation à un carrefour : il s'est mis à traverser la circulation jusqu'à ce que sa main levée s'affaisse. Sans chercher à savoir ce qu'il est devenu, il est rentré chez lui, s'est couché, depuis près de deux ans : je n'en peux plus, devenir grand représente une perte (p. 30).
La cravate, Tetsu, la renoue juste avant 18 heures. Au café, il la dénoue, l'ôte. Un vendredi soir, Hiro demande à Tetsu de tout dire à son épouse. Hiro rentre à la maison et se coupe les cheveux. Durant sept semaines, il attend Tetsu qui ne vient pas au parc. Il se souvient de l'unique fois où son père l'a emmené à la mer, à 17 ans, et lui a à peine montré qu'il cachait sa tristesse. Hiro décide de rapporter à Kyoko la cravate, en s'impliquant (carte de visite de Tetsu, foule, métro, bus). Kyoko lui offre un thé, la durée du deuil étant terminée : il est mort ce vendredi-là d'une crise cardiaque. Elle savait tout : il avait besoin de cela, de quelqu'un qui attende avec lui (p. 148). Elle le remercie de l'avoir rencontré, lui fait passer quelques instants honorer la chambre du fils.
Dans le métro de retour, Hiro croit rencontrer (le fantôme de) Kumamoto, heureux d'être remonté et de se raconter un peu : on se recroisera (p. 160). À la maison, Hiro apporte son plateau à la table familiale, salue ses parents, et c'est le premier repas commun depuis deux ans, une délivrance aussi pour ces parents qui ont été, eux aussi, des hikikomori, enfermés avec moi dans la maison (p. 163).

## Personnages
- Taguchi Hiro, 20 ans, hikikomori
  - ses parents
  - Kumamoto Akira, ami en classe terminale, poète, suicidé
  - Kobayashi Takeshi, ami d'école à 14 ans
  - Miyajima Yukiko, amie d'école à 9-10 ans, retrouvée au lycée à 16 ans
- Ohara Tetsu, 58 ans, salaryman, licencié
  - Matsumoto Kyoko, son épouse
  - Tsuyoshi, le fort, fils unique, handicapé, mort depuis 30 ou 31 ans
  - Hashimoto, ami de l'époque des études, amateur de femmes
  - Watanabe, le maître de piano, quand il a 10-11 ans
  - Kei-chan, la petite fille à la tache de feu dont rêve Kyoko enceinte de Tsuyoshi

## Accueil
Les recensions francophones sont bonnes : le choc de deux solitudes, roman naturaliste de notre temps.

## Récompenses et distinctions
- 2012: Prix litéraire Alpha (de) pour Ich nannte ihn Krawatte
- 2015: Euregio-Schüler-Literaturpreis (de) pour Ich nannte ihn Krawatte

## Adaptation
Le roman a été adapté pour la scène en allemand, joué à Berlin, et enregistré par la chaîne NDR.
Le roman a été également traduit dans de nombreuses langues.